# Faux-Villecerf
 Faux-Villecerf  là một xã ở tỉnh Aube, thuộc vùng Grand Est ở phía bắc miền trung nước Pháp.